# E751号線
E751号線 (E751ごうせん、英: European route E751) はクロアチアのリエカとプーラおよびスロベニアのコペルを結ぶ、欧州自動車道路のBクラス幹線道路。
リエカの西にあるハイウェーA7号線とハイウェーA8号線のMatuljiジャンクションが起点である。A8号線を西に向かい、カンファナルで、ハイウェーA9号線と合流する。
E751号線はここで、南方向と北方向に分岐する。南方面はプーラに向かい、北方面はクロアチアとスロベニアの国境を経由してコペルに向かう。

## 経路

E751号線 概略図

- クロアチア
  - E61 - リエカ
  - カンファナル
  - プーラ
- スロベニア
  - コペル